# HD 98219
HD 98219 — звезда в созвездии Чаши на расстоянии около 437 световых лет от нас. Вокруг звезды обращается, как минимум, одна планета. В 2019 году в ходе кампании МАС по наименованию звёзд было решено утвердить название Юнайпу (в честь одного из двух братьев-близнецов мифологии Майя,который был превращён в Солнце, а брат - Иксбаланке - в Луну).

## Характеристики
HD 98219 — звезда 8,21 звёздной величины; впервые в астрономической литературе упоминается в каталоге Генри Дрейпера, изданном в начале XX века. Она представляет собой оранжевый субгигант, имеющий массу и радиус, равные 1,3 и 4,5 солнечных соответственно. По светимости звезда превосходит наше Солнце в 11,2 раз. Температура поверхности составляет около 4992 кельвинов. Возраст звезды оценивается приблизительно в 4 миллиарда лет.

## Планетная система
В 2011 году группой астрономов, работающих с данными, полученными в обсерватории Кека, было объявлено об открытии планеты HD 98219 b в системе. Это типичный газовый гигант, имеющий массу, равную 1,8 массы Юпитера. Год на планете длится около 437 суток. Открытие HD 98219 b было совершено методом Доплера.